# Futebol Clube Barreirense
Il Futebol Clube Barreirense è una società calcistica portoghese nata l'11 aprile 1911 nella città di Barreiro. Le sue principali modalità sportive sono il calcio e la pallacanestro anche se la società ha sezioni di scacchi, ginnastica e kick-boxing. Il Futebol Clube Barreirense possiede una grande storia in Portogallo. Ancora oggi è la 13ª società con più partecipazioni nel principale campionato nazionale e una delle squadre con più partite nella Coppa di Portogallo. Nella pallacanestro, il Futebol Clube Barreirense ha vinto 2 Scudetti del Campeonato Nacional (Serie A) e 6 Coppe di Portogallo. In entrambe le modalità sportive, la società ha rappresentato il Portogallo nelle competizioni europee. Dal Futebol Clube Barreirense sono uscite grandi stelle del calcio portoghese come Manuel Bento, José Augusto, Carlos Manuel o Chalana (tra altri) che hanno giocato dopo nel glorioso Benfica. Nel 2011, il Futebol Clube Barreirense ha celebrato il suo centenario.

## Calcio

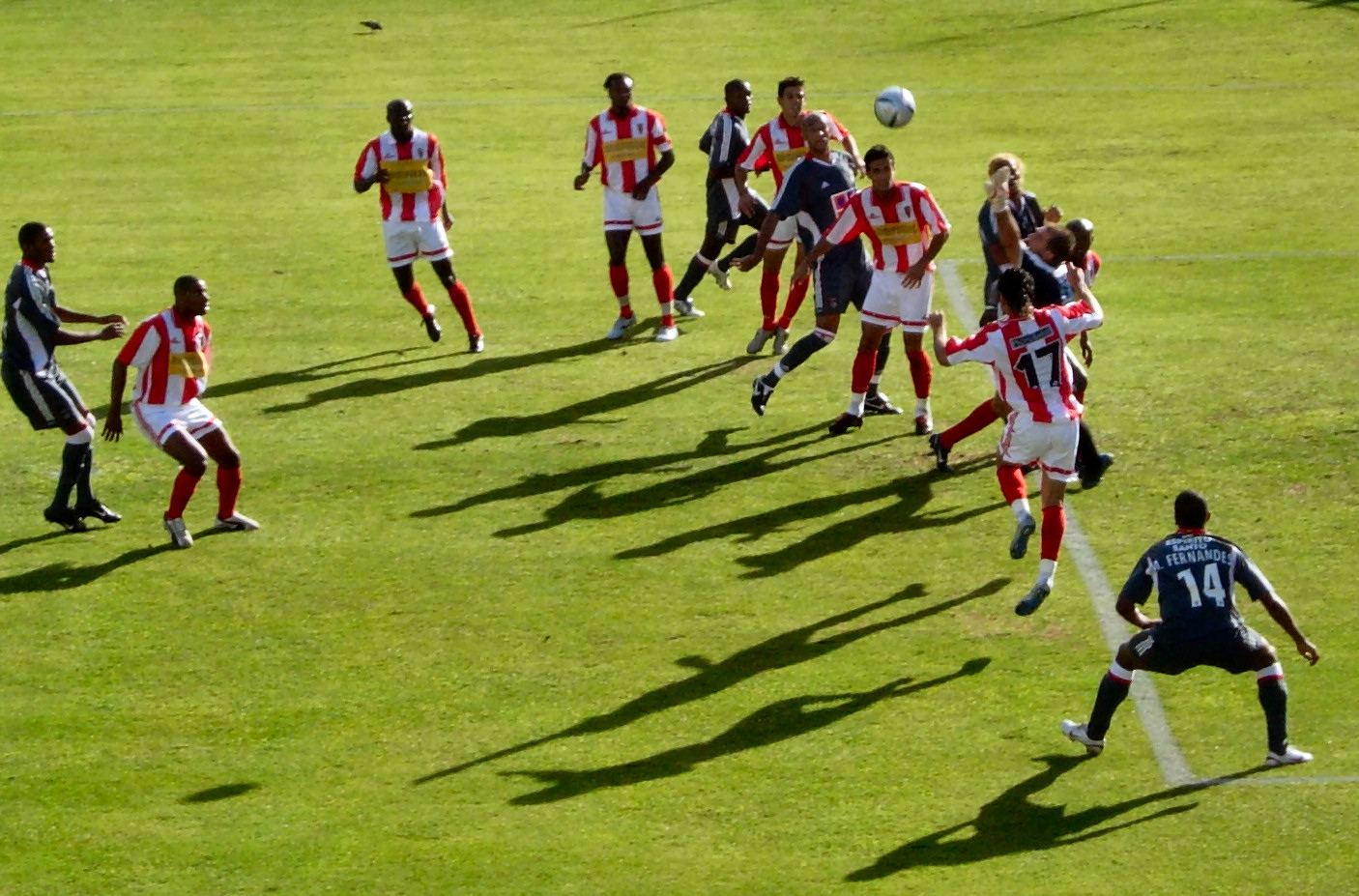
Partita di calcio del FC Barreirense

### Storico
Totale de Presenze
- Iª Divisão / Iª Liga (Serie A) - 24 (Meglio: 4º posto - 1969/1970)
- IIª Divisão / IIª Liga (Serie B) - 31 (Meglio: 1º posto - 1942/1943; 1950/1951; 1959/1960; 1961/1962; 1966/1967; 1968/1969)
- IIª Divisão de Honra / Liga de Honra (Serie B) - 2 (Meglio: 15º posto - 2005/2006)
- IIª Divisão B - 15 (Melhor: 1º lugar Zona Sul (Serie C) - 2004/2005)
- IIIª Divisão (Serie D) - 4 (Meglio: 2º lugar Série F - 1980/1981)
- Iª Divisão Distrital AF Setúbal (Eccellenza) - 3 (Meglio: 1º lugar - 2011/2012)
- Taça de Portugal / Campeonato de Portugal (Coppa di Portogallo) - 74 (Meglio: Finalista - 1929/1930; 1933/1934)

## Cronistoria
- Taça Federação Portuguesa Futebol 2ª Divisão:

Vincitore (1): 1976-1977
- Campeonato de Setúbal[1]:

Vincitore (6): 1929-1930, 1937-1938, 1938-1939, 1939-1940, 1940-1941, 1941-1942
- 1ª Divisão AF Setúbal[1]:

Vincitore (6): 1929-1930, 1937-1938, 1938-1939, 1939-1940, 1940-1941, 1941-1942
Iª Divisão
- Classifiche nella 1ª Divisão (Serie A):
- 4º - 1 (1969/1970)
- 5º - 2 (1939/1940; 1952/1953)
- 6º - 4 (1938/1939; 1940/1941; 1941/1942; 1955/1956)
- 7º - 2 (1937/1938; 1957/1958)
- 8º - 1 (1971/1972)
- 9º - 1 (1953/1954)
- 10º - 2 (1970/1971; 1972/1973)
- 11º - 4 (1951/1952; 1954/1955; 1956/1957; 1962/1963)
- 12º - 1 (1958/1959)
- 14º - 5 (1960/1961; 1963/1964; 1965/1966; 1967/1968; 1978/1979)
- 15º - 1 (1973/1974)

## Statistiche
| Presenze | Partite | Vittorie | Pareggi | Sconfitte | Gol Segnati | Gol Subiti | Punti |
| -------- | ------- | -------- | ------- | --------- | ----------- | ---------- | ----- |
| 24       | 592     | 166      | 119     | 307       | 758         | 1195       | 451   |

- Record di "Goleada":
- 1941/1942: FC Barreirense 11-1 Vitória SC Guimarães

### Partecipazione alle competizioni UEFA per club
Nella sua storia conta anche con una partecipazione nella stagione 1970/1971 alla Coppa delle Fiere 1970-1971, dove viene eliminata ai trentaduesimi di finale dalla Dinamo Zagabria perdendo il ritorno per 6-1, dopo aver conquistato la gara di andata con il risultato di 2-0.
| Data       | Paese      | Visitato        | Risultato | Visitante       | Paese      | Città                |
| ---------- | ---------- | --------------- | --------- | --------------- | ---------- | -------------------- |
| 16/09/1970 | Portogallo | FC Barreirense  | 2-0       | Dinamo Zagabria | Croazia    | Barreiro, Portogallo |
| 30/09/1970 | Croazia    | Dinamo Zagabria | 6-1       | FC Barreirense  | Portogallo | Zagabria, Croazia    |

### Palmarès

#### Competizioni nazionali
- Taça Ribeiro dos Reis: 1

1967-1968
- Segunda Divisão: 7 (record)

1942-1943, 1950-1951, 1959-1960, 1961-1962, 1966-1967, 1968-1969, 2004-2005 (sud)

#### Altri piazzamenti
- Coppa del Portogallo:

Finalista: 1930, 1934
Semifinalista: 9 volte
- Taça Ribeiro dos Reis:

Finalista: 1970-1971
Semifinalista: 1961-1962
- Segunda Divisão:

Secondo posto: 1947-1948, 1964-1965, 1977-1978, 2003-2004

## Pallacanestro
Titoli:
- 2 Campeonati Nazionali di 1ª Divisione (Serie A) (1956/1957; 1957/1958)
- 6 Coppe di Portogallo (1956/1957; 1959/1960; 1962/1963; 1981/1982; 1983/1984; 1984/1985)
- 12 Campeonati Nazionali di Under 18 (1953/1954; 1954/55; 1955/1956; 1956/1957; 1965/1966; 1974/1975; 1976/1977; 2001/2002; 2005/2006; 2006/2007; 2008/2009; 2009/2010)
- 6 Campeonati Nazionali di Under 16 (2000/2001; 2002/2003; 2003/2004; 2004/2005; 2005/2006; 2007/2008)
- 10 Campeonati Nazionali di Under 15 (1970/1971; 1975/1976; 1994/1995; 1997/1998; 1998/1999; 2001/2002; 2002/2003; 2003/2004; 2004/2005; 2007/2008)
- 1 Campeonato Nazionali di Under 14 (2005/2006)

Competizioni Europee:
| Data       | País       | Visitado              | Resultado | Visitante             | País       | Cidade               |
| ---------- | ---------- | --------------------- | --------- | --------------------- | ---------- | -------------------- |
| 12/03/1958 | Portogallo | FC Barreirense        | 51-68     | Real Madrid CF        | Spagna     | Barreiro, Portogallo |
| 20/04/1958 | Spagna     | Real Madrid CF        | 86-40     | FC Barreirense        | Portogallo | Madrid, Spagna       |
| ??/??/1958 | Francia    | Étoile de Charleville | 77-40     | FC Barreirense        | Portogallo | Charleville, Francia |
| 22/11/1958 | Portogallo | FC Barreirense        | 27-63     | Étoile de Charleville | Francia    | Barreiro, Portogallo |